# Nepeke
Nepeke falu Bosznia-Hercegovinában, a Bosznia-hercegovinai Föderáció Una-Szanai kantonjában. Közigazgatásilag Velika Kladušához tartozik.

## Fekvése
Bosznia-Hercegovina északnyugati részén, Bihácstól légvonalban 40, közúton 57 km-re északra, Velika Kladušától légvonalban 1, közúton 3 km-re délkeletre, a Šiljkovača- és Kladušica-patakok összefolyásánál, a Velika Kladušáról Cazinra menő főút mentén fekszik. 

## Népessége
| Nemzetiségi csoport | Népesség 1991 | Népesség 2013 |
| ------------------- | ------------- | ------------- |
| Szerb               | 1             | 3             |
| Bosnyák             | 686           | 406           |
| Horvát              | 35            | 29            |
| Jugoszláv           | 17            | 1             |
| Egyéb               | 1             | 162           |
| Összesen            | 740           | 601           |